# سان اکسپرس

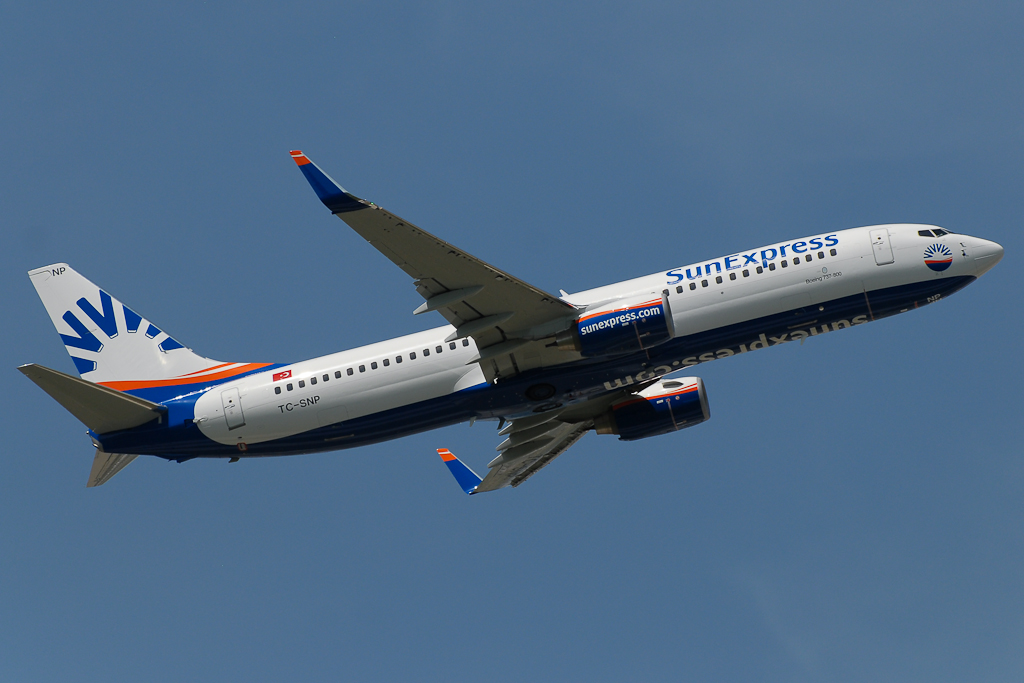
هواپیمای بوئینگ ۷۳۷ متعلق به سان اکسپرس

سان اکسپرس (به انگلیسی: SunExpress) شرکت هواپیمایی ارزان‌قیمت ترکیه‌ای است، که در سال ۱۹۸۹ از مشارکت شرکت‌های ترکیش ایرلاینز و لوفت‌هانزا تأسیس شد و در حال حاضر روزانه به ۵۲ مقصد در اروپا، آسیا و آفریقای شمالی پروازهای مستقیم دارد.
دفتر مرکزی شرکت سان اکسپرس در شهر آنتالیا، ترکیه قرار دارد و فرودگاه عدنان مندرس و فرودگاه آنتالیا، قطب‌های این شرکت هواپیمایی به‌شمار می‌آیند. شرکت هواپیمایی سان اکسپرس (SunExpress) با کد یاتا XQ و کد ایکائو SXS در سال ۱۹۸۹ و در نتیجه همکاری‌های دوجانبه لوفت هانزا و ترکیش ایرلاینز راه اندازی شد. در ابتدا این ایرلاین با یک پرواز (فرانکفورت-آنتالیا) فعالیت می‌کرد، اما به تدریج شبکه پروازی خود را گسترش داد و اکنون به سرتاسر دنیا پرواز مستقیم دارد. ترکیه یکی از مقاصد محبوب و پرطرفدار برای ما ایرانی می‌باشد.

## مسیرهای پروازی سان اکسپرس
در حال حاضر هواپیمایی سان اکسپرس به بیش از ۵۰ فرودگاه در قاره‌های آسیا، اروپا و آفریقا پرواز مستقیم دارد. از مقاصد مهم سان اکسپرس می‌توان به مقاصد زیر اشاره کرد: وین، بروکسل، دانمارک، کوپنهاگ، مصر، لیون فرانسه، برلین، هامبورگ، فرانکفورت، یونان، مراکش، آمستردام، رومانی، سنت پطرزبورگ، زوریخ سوئیس، سامسون، وان، ازمیر، آنتالیا، آنکارا و…